# Musotima kumatai
Musotima kumatai là một loài bướm đêm trong họ Crambidae.